# Chile en la CONMEBOL Copa América Femenina 2025
La selección femenina de fútbol de Chile es uno de los 10 equipos participantes en la CONMEBOL Copa América Femenina 2025. El torneo tuvo lugar en Ecuador, llevándose a cabo entre el 11 de julio y el 2 de agosto.
Chile enfrenta este campeonato con un dato histórico relevante: junto a Brasil, es una de las dos únicas selecciones que ha estado presente en todas las ediciones del certamen desde su creación en 1991. El equipo nacional ha alcanzado en dos ocasiones el subcampeonato, en los años 1991 y 2018.
Chile compitió en el Grupo A junto a Argentina, Uruguay, Ecuador y Perú. Sumó dos victorias (3‑0 ante Perú y 2‑1 ante Ecuador) y sufrió derrotas frente a Argentina (0‑1) y Uruguay (0‑3), quedando tercero del grupo con 6 puntos, sin acceder a semifinales.
Al terminar tercero, disputó el partido por el quinto puesto contra Paraguay el 28 de julio. Fue derrotada 0‑1 con gol en tiempo agregado, finalizando en sexto lugar, sin conseguir el cupo para los Juegos Panamericanos de Lima 2027.
Durante la edición 2025 del torneo, los encuentros de La Roja Femenina generaron un alto interés del público chileno. Más de 3,9 millones de personas siguieron sus primeros cuatro partidos por televisión, frente a las selecciones de Perú, Argentina, Ecuador y Uruguay, cifras relevantes que evidencian el crecimiento del fútbol femenino en el país.

## Preparación

### Amistosos de preparación
| Fecha                 | Lugar           | Competición |          |                     | Resultado |                      |           |
| --------------------- | --------------- | ----------- | -------- | ------------------- | --------- | -------------------- | --------- |
| 22 de febrero de 2025 | Santiago        | Amistoso    | Chile    | Bandera de Chile    | 0:3 (0:1) | Bandera de Argentina | Argentina |
| 25 de febrero de 2025 | Santiago        | Amistoso    | Chile    | Bandera de Chile    | 0:0       | Bandera de Argentina | Argentina |
| 4 de abril de 2025    | Santiago        | Amistoso    | Chile    | Bandera de Chile    | 0:1 (0:1) | Bandera de Haití     | Haití     |
| 8 de abril de 2025    | Santiago        | Amistoso    | Chile    | Bandera de Chile    | 2:1 (0:1) | Bandera de Haití     | Haití     |
| 1 de junio de 2025    | Sant Joan Despí | Amistoso    | Cataluña | Bandera de Cataluña | 2:3 (0:2) | Bandera de Chile     | Chile     |
| 3 de julio de 2025    | Santiago        | Amistoso    | Chile    | Bandera de Chile    | 5:0 (1:0) | Bandera de Bolivia   | Bolivia   |

### Amistosos previos
| 22 de febrero de 2025 | Chile | 0:3 (0:1) | Argentina                                        | Estadio Bicentenario de La Florida, La Florida, Santiago |                                                         |
| 19:00 (UTC-3)         |       | Reporte   | - M. Pereyra 21' - Rodríguez 54' - Holzheier 66' | Asistencia: 4 294 espectadores Árbitro(s): Daiane Muniz  | Asistencia: 4 294 espectadores Árbitro(s): Daiane Muniz |

| Uniformes | Uniformes |
| --------- | --------- |
|           |           |

| 25 de febrero de 2025 | Chile | 0:0     | Argentina | Complejo Deportivo Juan Pinto Durán, Macul, Santiago |                            |
| 10:30 (UTC-3)         |       | Reporte |           | Árbitro(s): Charly Deretti                           | Árbitro(s): Charly Deretti |

| Uniformes | Uniformes |
| --------- | --------- |
|           |           |

## Plantel

### Lista de convocadas
Entrenador:  Luis Mena
La plantilla definitiva del equipo fue anunciada el 19 de junio.  Luego el 2 de julio Millaray Cortés fue descartada para la Copa América por una lesión en el pie siendo reemplazada por Anaís Álvarez.
| No. | Pos. | Jugadora            | Fecha de nacimiento (edad)        | Apa. | Goles | Club                            |
| --- | ---- | ------------------- | --------------------------------- | ---- | ----- | ------------------------------- |
| 1   | POR  | Antonia Canales     | 16 de octubre de 2002 (22 años)   |      |       | Levante Badalona                |
| 2   | DEF  | Michelle Olivares   | 4 de abril de 2002 (23 años)      |      |       | Colo-Colo                       |
| 3   | DEF  | Fernanda Ramírez    | 30 de agosto de 1992 (32 años)    |      |       | Colo-Colo                       |
| 4   | DEF  | Catalina Figueroa   | 28 de enero de 2005 (20 años)     |      |       | Universidad Católica            |
| 5   | MED  | Nayadet Opazo       | 5 de agosto de 1994 (30 años)     |      |       | Real Club Deportivo Espanyol    |
| 6   | MED  | Yastin Jiménez      | 17 de octubre de 2000 (24 años)   |      |       | Colo-Colo                       |
| 7   | DEL  | Yenny Acuña         | 18 de mayo de 1997 (28 años)      |      |       | Colo-Colo                       |
| 8   | MED  | Karen Araya         | 16 de octubre de 1990 (34 años)   |      |       |                                 |
| 9   | DEL  | Sonya Keefe         | 11 de abril de 2003 (22 años)     |      |       | Granada Club de Fútbol Femenino |
| 10  | MED  | Yanara Aedo         | 5 de agosto de 1993 (31 años)     |      |       | Colo-Colo                       |
| 11  | MED  | Yessenia López      | 20 de octubre de 1990 (34 años)   |      |       | Colo-Colo                       |
| 12  | POR  | Ryann Torrero       | 1 de septiembre de 1990 (34 años) |      |       | Colo-Colo                       |
| 13  | DEF  | Claudia Salfate     | 6 de agosto de 2003 (21 años)     |      |       | Coquimbo Unido                  |
| 14  | DEL  | Vaitiare Pardo      | 20 de agosto de 2007 (17 años)    |      |       | Universidad Católica            |
| 15  | MED  | Gisela Pino         | 1 de febrero de 1992 (33 años)    |      |       | Universitario de Deportes       |
| 16  | DEL  | Franchesca Caniguán | 15 de noviembre de 1999 (25 años) |      |       | Universidad de Chile            |
| 17  | DEF  | Fernanda Pinilla    | 6 de noviembre de 1993 (31 años)  |      |       | León                            |
| 18  | DEF  | Camila Sáez         | 17 de octubre de 1994 (30 años)   |      |       | West Ham United Women           |
| 19  | DEL  | Pamela Cabezas      | 10 de julio de 2007 (18 años)     |      |       | Universidad Católica            |
| 20  | MED  | Anaís Álvarez       | 4 de julio de 2007 (18 años)      |      |       | Colo-Colo                       |
| 21  | DEL  | Mary Valencia       | 8 de febrero de 2003 (22 años)    |      |       | Santiago Morning                |
| 22  | DEF  | Rosario Balmaceda   | 26 de marzo de 1999 (26 años)     |      |       | Colo-Colo                       |
| 23  | POR  | Gabriela Bórquez    | 27 de diciembre de 1998 (26 años) |      |       | Universitario de Deportes       |

## Participación

### Partidos
| Fecha       | Lugar | Instancia                    |           |                      | Resultado |                     |          |
| ----------- | ----- | ---------------------------- | --------- | -------------------- | --------- | ------------------- | -------- |
| 12 de julio | Quito | Fase de grupos               | Perú      | Bandera de Perú      | 0:3 (0:0) | Bandera de Chile    | Chile    |
| 18 de julio | Quito | Fase de grupos               | Argentina | Bandera de Argentina | 2:1 (0:1) | Bandera de Chile    | Chile    |
| 21 de julio | Quito | Fase de grupos               | Chile     | Bandera de Chile     | 2:1 (2:1) | Bandera de Ecuador  | Ecuador  |
| 24 de julio | Quito | Fase de grupos               | Chile     | Bandera de Chile     | 0:3 (0:1) | Bandera de Uruguay  | Uruguay  |
| 28 de julio | Quito | Definición del quinto puesto | Chile     | Bandera de Chile     | 0:1 (0:0) | Bandera de Paraguay | Paraguay |

### Fase de grupos - Grupo A

#### Posiciones
| Equipo    | Pts | PJ | PG | PE | PP | GF | GC | Dif |
| --------- | --- | -- | -- | -- | -- | -- | -- | --- |
| Argentina | 12  | 4  | 4  | 0  | 0  | 6  | 1  | +5  |
| Uruguay   | 7   | 4  | 2  | 1  | 1  | 6  | 3  | +3  |
| Chile     | 6   | 4  | 2  | 0  | 2  | 6  | 6  | 0   |
| Ecuador   | 4   | 4  | 1  | 1  | 2  | 6  | 7  | -1  |
| Perú      | 0   | 4  | 0  | 0  | 4  | 1  | 8  | -7  |

     — Clasificado para las semifinales.

     — Clasificado para la definición por el quinto puesto.

#### Perú vs. Chile
| 12 de julio | Perú | 0:3 (0:0) | Chile                                    | Estadio Banco Guayaquil, Quito |                          |
| 16:00       |      | Reporte   | Cabezas 62' · Keefe 82' · Valencia 90+4' | Árbitra: Emikar Calderas       | Árbitra: Emikar Calderas |

| 12         | Guardameta     | Maryory Sánchez    |     |
| 2          | Defensa        | Gianella Romero    |     |
| 3          | Defensa        | Tifani Molina      |     |
| 13         | Defensa        | Mía León           |     |
| 14         | Defensa        | Scarleth Flores    |     |
| 15         | Centrocampista | Emily Flores       |     |
| 6          | Centrocampista | Claudia Cagnina    |     |
| 8          | Centrocampista | Geraldine Cisneros | 79' |
| 18         | Centrocampista | Alisson Azabache   | 46' |
| 22         | Centrocampista | Mía Obando         | 46' |
| 9          | Delantero      | Pierina Núñez      |     |
| Entrenador | Entrenador     | Emily Lima         |     |

| 1          | Guardameta     | Antonia Canales   |     |
| 2          | Defensa        | Michelle Olivares |     |
| 4          | Defensa        | Catalina Figueroa |     |
| 17         | Defensa        | Fernanda Pinilla  |     |
| 22         | Defensa        | Rosario Balmaceda | 86' |
| 6          | Centrocampista | Yastin Jiménez    |     |
| 5          | Centrocampista | Nayadet López     | 46' |
| 10         | Centrocampista | Yanara Aedo       |     |
| 14         | Delantero      | Vaitiare Pardo    | 46' |
| 19         | Delantero      | Pamela Cabezas    | 76' |
| 7          | Delantero      | Yenny Acuña       | 85' |
| Entrenador | Entrenador     | Luis Mena         |     |

| 21 | Delantero | Nora Bilcape   | 46' |
| 19 | Delantero | Birka Ruiz     | 46' |
| 16 | Delantero | Yomira Tacilla | 79' |

| 11 | Centrocampista | Yessenia López | 46' |
| 21 | Delantero      | Mary Valencia  | 46' |
| 9  | Delantero      | Sonya Keefe    | 46' |
| 15 | Centrocampista | Gisela Pino    | 46' |
| 18 | Defensa        | Camila Sáez    | 46' |

| Anotado | 62'   | Pamela Cabezas | 0:1 |
| Anotado | 82'   | Sonya Keefe    | 0:2 |
| Anotado | 90+4' | Mary Valencia  | 0:3 |

| Amonestado | 35' | Nayadet López     |
| Amonestado | 74' | Rosario Balmaceda |

| Árbitra             | Emikar Calderas     |
| Árbitras asistentes | Migdalia Rodríguez  |
| Árbitras asistentes | Francis García      |
| Cuarta árbitra      | María Victoria Daza |
| Quinta árbitra      | Mary Blanco         |
| Asesora de árbitras | Regildenia Moura    |

| 12         | Guardameta     | Maryory Sánchez    |     |
| 2          | Defensa        | Gianella Romero    |     |
| 3          | Defensa        | Tifani Molina      |     |
| 13         | Defensa        | Mía León           |     |
| 14         | Defensa        | Scarleth Flores    |     |
| 15         | Centrocampista | Emily Flores       |     |
| 6          | Centrocampista | Claudia Cagnina    |     |
| 8          | Centrocampista | Geraldine Cisneros | 79' |
| 18         | Centrocampista | Alisson Azabache   | 46' |
| 22         | Centrocampista | Mía Obando         | 46' |
| 9          | Delantero      | Pierina Núñez      |     |
| Entrenador | Entrenador     | Emily Lima         |     |

| 1          | Guardameta     | Antonia Canales   |     |
| 2          | Defensa        | Michelle Olivares |     |
| 4          | Defensa        | Catalina Figueroa |     |
| 17         | Defensa        | Fernanda Pinilla  |     |
| 22         | Defensa        | Rosario Balmaceda | 86' |
| 6          | Centrocampista | Yastin Jiménez    |     |
| 5          | Centrocampista | Nayadet López     | 46' |
| 10         | Centrocampista | Yanara Aedo       |     |
| 14         | Delantero      | Vaitiare Pardo    | 46' |
| 19         | Delantero      | Pamela Cabezas    | 76' |
| 7          | Delantero      | Yenny Acuña       | 85' |
| Entrenador | Entrenador     | Luis Mena         |     |

| 21 | Delantero | Nora Bilcape   | 46' |
| 19 | Delantero | Birka Ruiz     | 46' |
| 16 | Delantero | Yomira Tacilla | 79' |

| 11 | Centrocampista | Yessenia López | 46' |
| 21 | Delantero      | Mary Valencia  | 46' |
| 9  | Delantero      | Sonya Keefe    | 46' |
| 15 | Centrocampista | Gisela Pino    | 46' |
| 18 | Defensa        | Camila Sáez    | 46' |

| Anotado | 62'   | Pamela Cabezas | 0:1 |
| Anotado | 82'   | Sonya Keefe    | 0:2 |
| Anotado | 90+4' | Mary Valencia  | 0:3 |

| Amonestado | 35' | Nayadet López     |
| Amonestado | 74' | Rosario Balmaceda |

| Árbitra             | Emikar Calderas     |
| Árbitras asistentes | Migdalia Rodríguez  |
| Árbitras asistentes | Francis García      |
| Cuarta árbitra      | María Victoria Daza |
| Quinta árbitra      | Mary Blanco         |
| Asesora de árbitras | Regildenia Moura    |

| Estadísticas      | Bandera de Perú | Bandera de Chile |
| Tiros             | 5               | 27               |
| Tiros a puerta    | 1               | 11               |
| Faltas            | 6               | 19               |
| Saques de esquina | 2               | 6                |
| Penaltis          | 0               | 0                |
| Fueras de juego   | 0               | 2                |
| Posesión de balón | 39%             | 61%              |

#### Argentina vs. Chile
| 18 de julio | Argentina                | 2:1 (0:1) | Chile     | Estadio Banco Guayaquil, Quito |                              |
| 19:00       | Falfán 75' · Cometti 90' | Reporte   | Pardo 11' | Árbitra: María Victoria Daza   | Árbitra: María Victoria Daza |

| 1          | Guardameta     | Solana Pereyra       |     |
| 16         | Defensa        | Evelyn Domínguez     |     |
| 13         | Defensa        | Sophia Braun         |     |
| 6          | Defensa        | Aldana Cometti       |     |
| 3          | Defensa        | Eliana Stabile       | 57' |
| 10         | Centrocampista | Maricel Pereyra      | 63' |
| 22         | Centrocampista | Betina Soriano       | 73' |
| 8          | Centrocampista | Daiana Falfán        |     |
| 15         | Centrocampista | Florencia Bonsegundo |     |
| 11         | Delantero      | Yamila Rodríguez     | 57' |
| 9          | Delantero      | Kishi Núñez          | 73' |
| Entrenador | Entrenador     | Germán Portanova     |     |

| 1          | Guardameta     | Antonia Canales   |     |
| 22         | Defensa        | Rosario Balmaceda |     |
| 4          | Defensa        | Catalina Figueroa |     |
| 18         | Defensa        | Camila Sáez       |     |
| 17         | Defensa        | Fernanda Pinilla  |     |
| 11         | Centrocampista | Yessenia López    | 70' |
| 6          | Centrocampista | Yastin Jiménez    |     |
| 10         | Centrocampista | Yanara Aedo       | 70' |
| 21         | Delantero      | Mary Valencia     | 83' |
| 8          | Delantero      | Karen Araya       | 83' |
| 14         | Delantero      | Vaitiare Pardo    | 63' |
| Entrenador | Entrenador     | Luis Mena         |     |

| 14 | Defensa        | Milagros Martín    | 57' |
| 19 | Centrocampista | Agostina Holzheier | 57' |
| 17 | Delantero      | Francisca Altgelt  | 63' |
| 21 | Delantero      | Paulina Gramaglia  | 73' |
| 5  | Centrocampista | Vanina Preininger  | 73' |

| 19 | Delantero      | Pamela Cabezas | 63' |
| 5  | Centrocampista | Nayadet Opazo  | 70' |
| 9  | Delantero      | Sonya Keefe    | 70' |
| 7  | Delantero      | Yenny Acuña    | 83' |
| 15 | Centrocampista | Gisela Pino    | 83' |

| Anotado | 75' | Daiana Falfán  | 1:1 |
| Anotado | 90' | Aldana Cometti | 2:1 |

| Anotado | 11' | Vaitiare Pardo | 0:1 |

| Amonestado | 40' | Sophia Braun       |
| Amonestado | 77' | Agostina Holzheier |
| Amonestado | 78' | Paulina Gramaglia  |

| Amonestado | 13' | Mary Valencia |
| Amonestado | 80' | Karen Araya   |

| Expulsado | 90+4' | Yenny Acuña |

| Árbitra             | María Victoria Daza |
| Árbitras asistentes | Mary Blanco         |
| Árbitras asistentes | Mayra Sánchez       |
| Cuarta árbitra      | Daiane Muniz        |
| Quinta árbitra      | Maira Mastella      |
| Asesor de árbitras  | Carlos Pastorino    |

| 1          | Guardameta     | Solana Pereyra       |     |
| 16         | Defensa        | Evelyn Domínguez     |     |
| 13         | Defensa        | Sophia Braun         |     |
| 6          | Defensa        | Aldana Cometti       |     |
| 3          | Defensa        | Eliana Stabile       | 57' |
| 10         | Centrocampista | Maricel Pereyra      | 63' |
| 22         | Centrocampista | Betina Soriano       | 73' |
| 8          | Centrocampista | Daiana Falfán        |     |
| 15         | Centrocampista | Florencia Bonsegundo |     |
| 11         | Delantero      | Yamila Rodríguez     | 57' |
| 9          | Delantero      | Kishi Núñez          | 73' |
| Entrenador | Entrenador     | Germán Portanova     |     |

| 1          | Guardameta     | Antonia Canales   |     |
| 22         | Defensa        | Rosario Balmaceda |     |
| 4          | Defensa        | Catalina Figueroa |     |
| 18         | Defensa        | Camila Sáez       |     |
| 17         | Defensa        | Fernanda Pinilla  |     |
| 11         | Centrocampista | Yessenia López    | 70' |
| 6          | Centrocampista | Yastin Jiménez    |     |
| 10         | Centrocampista | Yanara Aedo       | 70' |
| 21         | Delantero      | Mary Valencia     | 83' |
| 8          | Delantero      | Karen Araya       | 83' |
| 14         | Delantero      | Vaitiare Pardo    | 63' |
| Entrenador | Entrenador     | Luis Mena         |     |

| 14 | Defensa        | Milagros Martín    | 57' |
| 19 | Centrocampista | Agostina Holzheier | 57' |
| 17 | Delantero      | Francisca Altgelt  | 63' |
| 21 | Delantero      | Paulina Gramaglia  | 73' |
| 5  | Centrocampista | Vanina Preininger  | 73' |

| 19 | Delantero      | Pamela Cabezas | 63' |
| 5  | Centrocampista | Nayadet Opazo  | 70' |
| 9  | Delantero      | Sonya Keefe    | 70' |
| 7  | Delantero      | Yenny Acuña    | 83' |
| 15 | Centrocampista | Gisela Pino    | 83' |

| Anotado | 75' | Daiana Falfán  | 1:1 |
| Anotado | 90' | Aldana Cometti | 2:1 |

| Anotado | 11' | Vaitiare Pardo | 0:1 |

| Amonestado | 40' | Sophia Braun       |
| Amonestado | 77' | Agostina Holzheier |
| Amonestado | 78' | Paulina Gramaglia  |

| Amonestado | 13' | Mary Valencia |
| Amonestado | 80' | Karen Araya   |

| Expulsado | 90+4' | Yenny Acuña |

| Árbitra             | María Victoria Daza |
| Árbitras asistentes | Mary Blanco         |
| Árbitras asistentes | Mayra Sánchez       |
| Cuarta árbitra      | Daiane Muniz        |
| Quinta árbitra      | Maira Mastella      |
| Asesor de árbitras  | Carlos Pastorino    |

| Estadísticas      | Bandera de Argentina | Bandera de Chile |
| Tiros             | 15                   | 8                |
| Tiros a puerta    | 5                    | 1                |
| Faltas            | 11                   | 12               |
| Saques de esquina | 2                    | 6                |
| Penaltis          | 0                    | 0                |
| Fueras de juego   | 5                    | 2                |
| Posesión de balón | 53%                  | 47%              |

#### Chile vs. Ecuador
| 21 de julio | Chile                      | 2:1 (2:1) | Ecuador            | Estadio Banco Guayaquil, Quito |                         |
| 19:00       | Keefe 35' · N. López 45+5' | Reporte   | Bolaños 24' (pen.) | Árbitra: Zulma Quiñonez        | Árbitra: Zulma Quiñonez |

| 1          | Guardameta     | Antonia Canales   |       |
| 2          | Defensa        | Michelle Olivares | 46'   |
| 3          | Defensa        | Fernanda Ramírez  |       |
| 18         | Defensa        | Camila Sáez       |       |
| 17         | Defensa        | Fernanda Pinilla  |       |
| 5          | Centrocampista | Nayadet Opazo     | 87'   |
| 6          | Centrocampista | Yastin Jiménez    |       |
| 8          | Centrocampista | Karen Araya       | 81'   |
| 10         | Centrocampista | Yanara Aedo       |       |
| 9          | Delantero      | Sonya Keefe       | 90+3' |
| 14         | Delantero      | Vaitiare Pardo    | 46'   |
| Entrenador | Entrenador     | Luis Mena         |       |

| 12         | Guardameta     | Andrea Moran      |     |
| 19         | Defensa        | Kerlly Real       |     |
| 2          | Defensa        | Mayerli Rodríguez |     |
| 16         | Defensa        | Ligia Moreira     |     |
| 23         | Defensa        | Jessy Caicedo     | 46' |
| 7          | Centrocampista | Emily Arias       | 71' |
| 5          | Centrocampista | Stefany Cedeño    |     |
| 4          | Centrocampista | Justine Cuadra    | 81' |
| 20         | Centrocampista | Danna Pesántez    | 53' |
| 11         | Delantero      | Karen Flores      | 71' |
| 9          | Delantero      | Nayely Bolaños    |     |
| Entrenador | Entrenador     | Eduardo Moscoso   |     |

| 21 | Delantero      | Mary Valencia     | 46'   |
| 22 | Defensa        | Rosario Balmaceda | 46'   |
| 11 | Centrocampista | Yessenia López    | 81'   |
| 4  | Defensa        | Catalina Figueroa | 87'   |
| 19 | Delantero      | Pamela Cabezas    | 90+3' |

| 15 | Defensa        | Manoly Baquerizo  | 46' |
| 13 | Delantero      | Nicole Charcopa   | 53' |
| 10 | Centrocampista | Joselyn Espinales | 71' |
| 8  | Centrocampista | Evelyn Burgos     | 71' |
| 21 | Delantero      | Milagro Barahona  | 81' |

| Anotado | 35'   | Sonya Keefe   | 1:1 |
| Anotado | 45+5' | Nayadet Opazo | 2:1 |

| Anotado · Penal | 24' | Nayely Bolaños | 0:1 |

| Amonestado | 22' | Michelle Olivares |
| Amonestado | 59' | Nayadet Opazo     |
| Amonestado | 76' | Yastin Jiménez    |
| Amonestado | 90' | Antonia Canales   |

| Amonestado | 26' | Jessy Caicedo |

| Árbitra             | Zulma Quiñonez   |
| Árbitras asistentes | Nadia Weiler     |
| Árbitras asistentes | Nancy Fernández  |
| Cuarta árbitra      | Adriana Farfán   |
| Quinta árbitra      | Maricela Urapuca |
| Asesor de árbitras  | Regildenia Moura |

| 1          | Guardameta     | Antonia Canales   |       |
| 2          | Defensa        | Michelle Olivares | 46'   |
| 3          | Defensa        | Fernanda Ramírez  |       |
| 18         | Defensa        | Camila Sáez       |       |
| 17         | Defensa        | Fernanda Pinilla  |       |
| 5          | Centrocampista | Nayadet Opazo     | 87'   |
| 6          | Centrocampista | Yastin Jiménez    |       |
| 8          | Centrocampista | Karen Araya       | 81'   |
| 10         | Centrocampista | Yanara Aedo       |       |
| 9          | Delantero      | Sonya Keefe       | 90+3' |
| 14         | Delantero      | Vaitiare Pardo    | 46'   |
| Entrenador | Entrenador     | Luis Mena         |       |

| 12         | Guardameta     | Andrea Moran      |     |
| 19         | Defensa        | Kerlly Real       |     |
| 2          | Defensa        | Mayerli Rodríguez |     |
| 16         | Defensa        | Ligia Moreira     |     |
| 23         | Defensa        | Jessy Caicedo     | 46' |
| 7          | Centrocampista | Emily Arias       | 71' |
| 5          | Centrocampista | Stefany Cedeño    |     |
| 4          | Centrocampista | Justine Cuadra    | 81' |
| 20         | Centrocampista | Danna Pesántez    | 53' |
| 11         | Delantero      | Karen Flores      | 71' |
| 9          | Delantero      | Nayely Bolaños    |     |
| Entrenador | Entrenador     | Eduardo Moscoso   |     |

| 21 | Delantero      | Mary Valencia     | 46'   |
| 22 | Defensa        | Rosario Balmaceda | 46'   |
| 11 | Centrocampista | Yessenia López    | 81'   |
| 4  | Defensa        | Catalina Figueroa | 87'   |
| 19 | Delantero      | Pamela Cabezas    | 90+3' |

| 15 | Defensa        | Manoly Baquerizo  | 46' |
| 13 | Delantero      | Nicole Charcopa   | 53' |
| 10 | Centrocampista | Joselyn Espinales | 71' |
| 8  | Centrocampista | Evelyn Burgos     | 71' |
| 21 | Delantero      | Milagro Barahona  | 81' |

| Anotado | 35'   | Sonya Keefe   | 1:1 |
| Anotado | 45+5' | Nayadet Opazo | 2:1 |

| Anotado · Penal | 24' | Nayely Bolaños | 0:1 |

| Amonestado | 22' | Michelle Olivares |
| Amonestado | 59' | Nayadet Opazo     |
| Amonestado | 76' | Yastin Jiménez    |
| Amonestado | 90' | Antonia Canales   |

| Amonestado | 26' | Jessy Caicedo |

| Árbitra             | Zulma Quiñonez   |
| Árbitras asistentes | Nadia Weiler     |
| Árbitras asistentes | Nancy Fernández  |
| Cuarta árbitra      | Adriana Farfán   |
| Quinta árbitra      | Maricela Urapuca |
| Asesor de árbitras  | Regildenia Moura |

| Estadísticas      | Bandera de Chile | Bandera de Ecuador |
| Tiros             | 14               | 13                 |
| Tiros a puerta    | 4                | 5                  |
| Faltas            | 8                | 7                  |
| Saques de esquina | 6                | 6                  |
| Penaltis          | 0                | 1                  |
| Fueras de juego   | 0                | 0                  |
| Posesión de balón | 57%              | 43%                |

#### Chile vs. Uruguay
| 24 de julio | Chile | 0:3 (0:2) | Uruguay                                     | Estadio Gonzalo Pozo Ripalda, Quito |                           |
| 19:00       |       | Reporte   | Pa. González 40' (pen.) · Carballo 65', 73' | Árbitra: Ivana Projkovska           | Árbitra: Ivana Projkovska |

| 1          | Guardameta     | Antonia Canales   |     |
| 22         | Defensa        | Rosario Balmaceda | 71' |
| 3          | Defensa        | Fernanda Ramírez  |     |
| 18         | Defensa        | Camila Sáez       |     |
| 17         | Defensa        | Fernanda Pinilla  |     |
| 6          | Centrocampista | Yastin Jiménez    |     |
| 10         | Centrocampista | Yanara Aedo       | 71' |
| 21         | Centrocampista | Mary Valencia     | 87' |
| 8          | Centrocampista | Karen Araya       |     |
| 7          | Centrocampista | Yenny Acuña       | 46' |
| 9          | Delantero      | Sonya Keefe       |     |
| Entrenador | Entrenador     | Luis Mena         |     |

| 12         | Guardameta     | Agustina Sánchez     |     |
| 4          | Defensa        | Laura Felipe         | 77' |
| 16         | Defensa        | Yannel Correa        |     |
| 2          | Defensa        | Stephanie Lacoste    |     |
| 7          | Defensa        | Stephanie Tregartten |     |
| 19         | Centrocampista | Wendy Carballo       | 76' |
| 8          | Centrocampista | Ximena Velazco       |     |
| 9          | Centrocampista | Pamela González      |     |
| 21         | Centrocampista | Juliana Viera        | 68' |
| 10         | Delantero      | Belén Aquino         | 58' |
| 11         | Delantero      | Esperanza Pizarro    |     |
| Entrenador | Entrenador     | Ariel Longo          |     |

| 11 | Centrocampista | Yessenia López  | 46' |
| 19 | Delantero      | Pamela Cabezas  | 71' |
| 14 | Delantero      | Vaitiare Pardo  | 71' |
| 13 | Defensa        | Claudia Salfate | 87' |

| 14 | Delantero      | Alaides Paz      | 58' |
| 23 | Delantero      | Yamila Dornelles | 68' |
| 6  | Centrocampista | Sindy Ramírez    | 76' |
| 20 | Centrocampista | Ángela Gómez     | 77' |

| Anotado · Penal | 40' | Pamela González | 0:1 |
| Anotado         | 65' | Wendy Carballo  | 0:2 |
| Anotado         | 73' | Wendy Carballo  | 0:3 |

| Amonestado | 12' | Camila Sáez |

| Amonestado | 7'  | Laura Felipe         |
| Amonestado | 77' | Pamela González      |
| Amonestado | 88' | Stephanie Tregartten |

| Árbitra             | Ivana Projkovska    |
| Árbitras asistentes | Giulia Tempestilli  |
| Árbitras asistentes | Iragartze Fernández |
| Cuarta árbitra      | Emikar Calderas     |
| Quinta árbitra      | Francis García      |
| Asesor de árbitras  | Ricardo Casas       |

| 1          | Guardameta     | Antonia Canales   |     |
| 22         | Defensa        | Rosario Balmaceda | 71' |
| 3          | Defensa        | Fernanda Ramírez  |     |
| 18         | Defensa        | Camila Sáez       |     |
| 17         | Defensa        | Fernanda Pinilla  |     |
| 6          | Centrocampista | Yastin Jiménez    |     |
| 10         | Centrocampista | Yanara Aedo       | 71' |
| 21         | Centrocampista | Mary Valencia     | 87' |
| 8          | Centrocampista | Karen Araya       |     |
| 7          | Centrocampista | Yenny Acuña       | 46' |
| 9          | Delantero      | Sonya Keefe       |     |
| Entrenador | Entrenador     | Luis Mena         |     |

| 12         | Guardameta     | Agustina Sánchez     |     |
| 4          | Defensa        | Laura Felipe         | 77' |
| 16         | Defensa        | Yannel Correa        |     |
| 2          | Defensa        | Stephanie Lacoste    |     |
| 7          | Defensa        | Stephanie Tregartten |     |
| 19         | Centrocampista | Wendy Carballo       | 76' |
| 8          | Centrocampista | Ximena Velazco       |     |
| 9          | Centrocampista | Pamela González      |     |
| 21         | Centrocampista | Juliana Viera        | 68' |
| 10         | Delantero      | Belén Aquino         | 58' |
| 11         | Delantero      | Esperanza Pizarro    |     |
| Entrenador | Entrenador     | Ariel Longo          |     |

| 11 | Centrocampista | Yessenia López  | 46' |
| 19 | Delantero      | Pamela Cabezas  | 71' |
| 14 | Delantero      | Vaitiare Pardo  | 71' |
| 13 | Defensa        | Claudia Salfate | 87' |

| 14 | Delantero      | Alaides Paz      | 58' |
| 23 | Delantero      | Yamila Dornelles | 68' |
| 6  | Centrocampista | Sindy Ramírez    | 76' |
| 20 | Centrocampista | Ángela Gómez     | 77' |

| Anotado · Penal | 40' | Pamela González | 0:1 |
| Anotado         | 65' | Wendy Carballo  | 0:2 |
| Anotado         | 73' | Wendy Carballo  | 0:3 |

| Amonestado | 12' | Camila Sáez |

| Amonestado | 7'  | Laura Felipe         |
| Amonestado | 77' | Pamela González      |
| Amonestado | 88' | Stephanie Tregartten |

| Árbitra             | Ivana Projkovska    |
| Árbitras asistentes | Giulia Tempestilli  |
| Árbitras asistentes | Iragartze Fernández |
| Cuarta árbitra      | Emikar Calderas     |
| Quinta árbitra      | Francis García      |
| Asesor de árbitras  | Ricardo Casas       |

| Estadísticas      | Bandera de Chile | Bandera de Uruguay |
| Tiros             | 12               | 5                  |
| Tiros a puerta    | 0                | 3                  |
| Faltas            | 12               | 15                 |
| Saques de esquina | 5                | 2                  |
| Penaltis          | 0                | 1                  |
| Fueras de juego   | 2                | 1                  |
| Posesión de balón | 63%              | 37%                |

### Definición del quinto puesto

#### Chile vs. Paraguay
| 28 de julio | Chile | 0:1 (0:0) | Paraguay      | Estadio IDV, Quito                             |                                                |
| 16:00       |       | Reporte   | Arrieta 90+2' | Árbitra: Emikar Calderas VAR: Augusto Menéndez | Árbitra: Emikar Calderas VAR: Augusto Menéndez |

| 1          | Guardameta     | Antonia Canales  |     |
| 3          | Defensa        | Fernanda Ramírez |     |
| 18         | Defensa        | Camila Sáez      |     |
| 17         | Defensa        | Fernanda Pinilla |     |
| 21         | Centrocampista | Mary Valencia    | 46' |
| 6          | Centrocampista | Yastin Jiménez   | 66' |
| 5          | Centrocampista | Nayadet Opazo    |     |
| 14         | Centrocampista | Vaitiare Pardo   | 87' |
| 20         | Centrocampista | Anaís Álvarez    | 77' |
| 9          | Delantero      | Sonya Keefe      |     |
| 8          | Delantero      | Karen Araya      |     |
| Entrenador | Entrenador     | Luis Mena        |     |

| 12         | Guardameta     | Soledad Belotto  |     |
| 14         | Defensa        | Naomi de León    |     |
| 5          | Defensa        | Dahiana Bogarín  |     |
| 16         | Defensa        | Fiorela Martínez | 76' |
| 23         | Centrocampista | Liz Barreto      |     |
| 21         | Centrocampista | Cindy Ramos      |     |
| 8          | Centrocampista | Celeste Aguilera |     |
| 17         | Centrocampista | Camila Arrieta   |     |
| 11         | Delantero      | Fátima Acosta    | 77' |
| 9          | Delantero      | Lice Chamorro    |     |
| 18         | Delantero      | Claudia Martínez |     |
| Entrenador | Entrenador     | Fábio Fukumoto   |     |

| 22 | Defensa        | Rosario Balmaceda | 46' |
| 7  | Delantero      | Yenny Acuña       | 66' |
| 10 | Centrocampista | Yanara Aedo       | 77' |
| 13 | Defensa        | Claudia Salfate   | 87' |

| 4  | Defensa   | Deisy Ojeda      | 76' |
| 10 | Delantero | Jessica Martínez | 77' |

| Anotado | 90+2' | Camila Arrieta | 0:1 |

| Amonestado | 19' | Fernanda Pinilla |
| Amonestado | 64' | Yastin Jiménez   |

| Amonestado | 58' | Fiorela Martínez |

| Árbitra             | Emikar Calderas    |
| Árbitras asistentes | Migdalia Rodríguez |
| Árbitras asistentes | Francis García     |
| Cuarta árbitra      | Milagros Arruela   |
| Quinta árbitra      | Vera Yupanqui      |
| VAR                 | Augusto Menéndez   |
| AVAR                | Mariana Aquino     |
| Asesora de árbitras | Regildenia Moura   |
| Quality Manager     | Ricardo Casas      |

| 1          | Guardameta     | Antonia Canales  |     |
| 3          | Defensa        | Fernanda Ramírez |     |
| 18         | Defensa        | Camila Sáez      |     |
| 17         | Defensa        | Fernanda Pinilla |     |
| 21         | Centrocampista | Mary Valencia    | 46' |
| 6          | Centrocampista | Yastin Jiménez   | 66' |
| 5          | Centrocampista | Nayadet Opazo    |     |
| 14         | Centrocampista | Vaitiare Pardo   | 87' |
| 20         | Centrocampista | Anaís Álvarez    | 77' |
| 9          | Delantero      | Sonya Keefe      |     |
| 8          | Delantero      | Karen Araya      |     |
| Entrenador | Entrenador     | Luis Mena        |     |

| 12         | Guardameta     | Soledad Belotto  |     |
| 14         | Defensa        | Naomi de León    |     |
| 5          | Defensa        | Dahiana Bogarín  |     |
| 16         | Defensa        | Fiorela Martínez | 76' |
| 23         | Centrocampista | Liz Barreto      |     |
| 21         | Centrocampista | Cindy Ramos      |     |
| 8          | Centrocampista | Celeste Aguilera |     |
| 17         | Centrocampista | Camila Arrieta   |     |
| 11         | Delantero      | Fátima Acosta    | 77' |
| 9          | Delantero      | Lice Chamorro    |     |
| 18         | Delantero      | Claudia Martínez |     |
| Entrenador | Entrenador     | Fábio Fukumoto   |     |

| 22 | Defensa        | Rosario Balmaceda | 46' |
| 7  | Delantero      | Yenny Acuña       | 66' |
| 10 | Centrocampista | Yanara Aedo       | 77' |
| 13 | Defensa        | Claudia Salfate   | 87' |

| 4  | Defensa   | Deisy Ojeda      | 76' |
| 10 | Delantero | Jessica Martínez | 77' |

| Anotado | 90+2' | Camila Arrieta | 0:1 |

| Amonestado | 19' | Fernanda Pinilla |
| Amonestado | 64' | Yastin Jiménez   |

| Amonestado | 58' | Fiorela Martínez |

| Árbitra             | Emikar Calderas    |
| Árbitras asistentes | Migdalia Rodríguez |
| Árbitras asistentes | Francis García     |
| Cuarta árbitra      | Milagros Arruela   |
| Quinta árbitra      | Vera Yupanqui      |
| VAR                 | Augusto Menéndez   |
| AVAR                | Mariana Aquino     |
| Asesora de árbitras | Regildenia Moura   |
| Quality Manager     | Ricardo Casas      |

| Estadísticas      | Bandera de Chile | Bandera de Paraguay |
| Tiros             | 7                | 11                  |
| Tiros a puerta    | 2                | 4                   |
| Faltas            | 16               | 9                   |
| Saques de esquina | 7                | 3                   |
| Penaltis          | 0                | 0                   |
| Fueras de juego   | 1                | 1                   |
| Posesión de balón | 54%              | 46%                 |

## Estadísticas

### Participación de jugadores
| N.° | Pos        | Jugadora         | PJ | Minutos jugados | Goles recibidos | Atajos | Tarjetas amarillas | Doble tarjeta amarilla y roja | Tarjetas rojas |
| --- | ---------- | ---------------- | -- | --------------- | --------------- | ------ | ------------------ | ----------------------------- | -------------- |
|     | Guardameta | Antonia Canales  |    |                 |                 |        | 0                  | 0                             | 0              |
|     | Guardameta | Ryan Torrero     |    |                 |                 |        | 0                  | 0                             | 0              |
|     | Guardameta | Gabriela Bórquez |    |                 |                 |        | 0                  | 0                             | 0              |

| N.° | Pos            | Jugadora            | PJ | Minutos jugados | Goles | Asistencias | Tarjetas Amarillas | Doble tarjeta amarilla y roja | Tarjetas rojas |
| --- | -------------- | ------------------- | -- | --------------- | ----- | ----------- | ------------------ | ----------------------------- | -------------- |
| 1   | Defensa        | Michelle Acevedo    |    |                 |       |             |                    |                               |                |
| 3   | Defensa        | Claudia Salfate     |    |                 |       |             |                    |                               |                |
| 4   | Defensa        | Rosario Balmaceda   |    |                 |       |             |                    |                               |                |
| 5   | Defensa        | Fernanda Ramírez    |    |                 |       |             |                    |                               |                |
| 6   | Defensa        | Camila Sáez         |    |                 |       |             |                    |                               |                |
| 7   | Defensa        | Catalina Figueroa   |    |                 |       |             |                    |                               |                |
| 8   | Defensa        | Fernanda Pinilla    |    |                 |       |             |                    |                               |                |
| 9   | Centrocampista | Náyadet Opazo       |    |                 |       |             |                    |                               |                |
| 10  | Centrocampista | Yastin Jiménez      |    |                 |       |             |                    |                               |                |
| 11  | Centrocampista | Yanara Aedo         |    |                 |       |             |                    |                               |                |
| 13  | Centrocampista | Karen Araya         |    |                 |       |             |                    |                               |                |
| 14  | Centrocampista | Yessenia López      |    |                 |       |             |                    |                               |                |
| 15  | Centrocampista | Guisela Pino        |    |                 |       |             |                    |                               |                |
| 16  | Centrocampista | Millaray Cortés     |    |                 |       |             |                    |                               |                |
| 17  | Delantero      | Sonya Kefee         |    |                 |       |             |                    |                               |                |
| 18  | Delantero      | Pamela Cabezas      |    |                 |       |             |                    |                               |                |
| 19  | Delantero      | Yenny Acuña         |    |                 |       |             |                    |                               |                |
| 20  | Delantero      | Vaitiare Pardo      |    |                 |       |             |                    |                               |                |
| 21  | Delantero      | Mary Valencia       |    |                 |       |             |                    |                               |                |
| 22  | Delantero      | Franchesca Caniguán |    |                 |       |             |                    |                               |                |

### Goleadoras
| N.°       | Jugador | Anotado | PJ | Prom. | Jugada | Cabeza | TL | Penal |
| --------- | ------- | ------- | -- | ----- | ------ | ------ | -- | ----- |
| Sin goles |         |         |    |       |        |        |    |       |
| Total     | Total   | 0       | 0  | 0     | 0      | 0      | 0  | 0     |